# William Gaunt
William Charles Anthony Gaunt, conocido como William Gaunt (* Pudsey, 1937), es un actor británico.

## Biografía
Nacido en Pudsey, el 3 de abril de 1937. Su padre fue abogado. Hizo sus estudios en la Giggleswick School y luego en la Universidad de Waco, Texas. Estudió actuación en la Academia Real de Arte Dramático. A continuación, pasó 3 años trabajando como actor de repertorio en teatros de Worthing, Bath, Salisbury y Cheltenham. Luego pasó un año en Estados Unidos y regresó a las producciones directas en Birmingham, Coventry y Cheltenham, interrumpidas por su paso por el ejército. Después de pequeños papeles en series como Z Cars, los Vengadores, y misterios de Edgar Wallace durante la década de 1960, obtuvo un papel como el superpoderoso agente secreto Richard Barrett (en 1968) en la serie británica de espionaje y ciencia ficción "Los invencibles de Némesis". También tuvo un papel recurrente en Sargento Cork de la policía, ambientado en el Londres victoriano.

## Trayectoria

### Televisión
- Los invencibles de Némesis